# Kozieradka pospolita

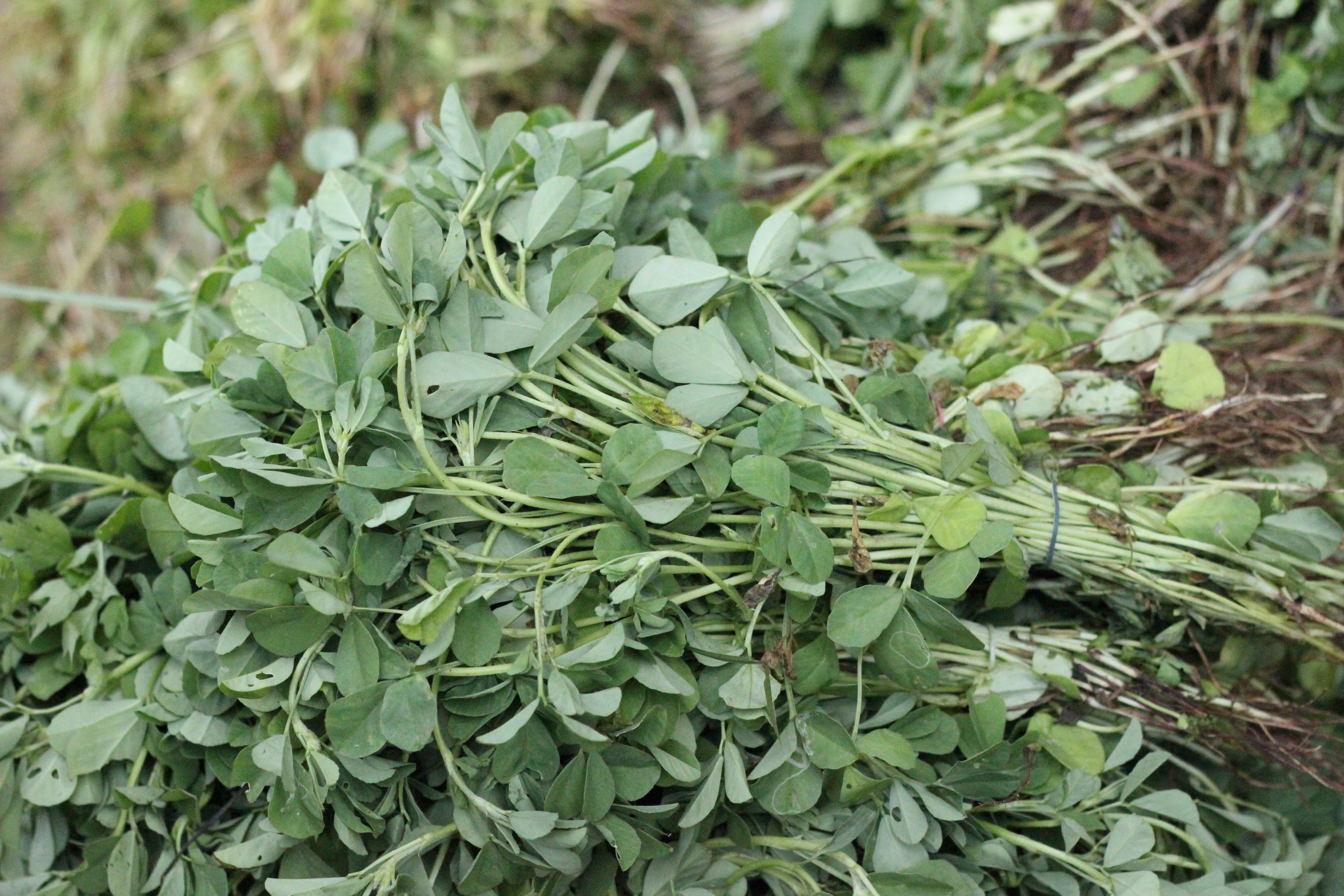
Młode pędy kozieradki

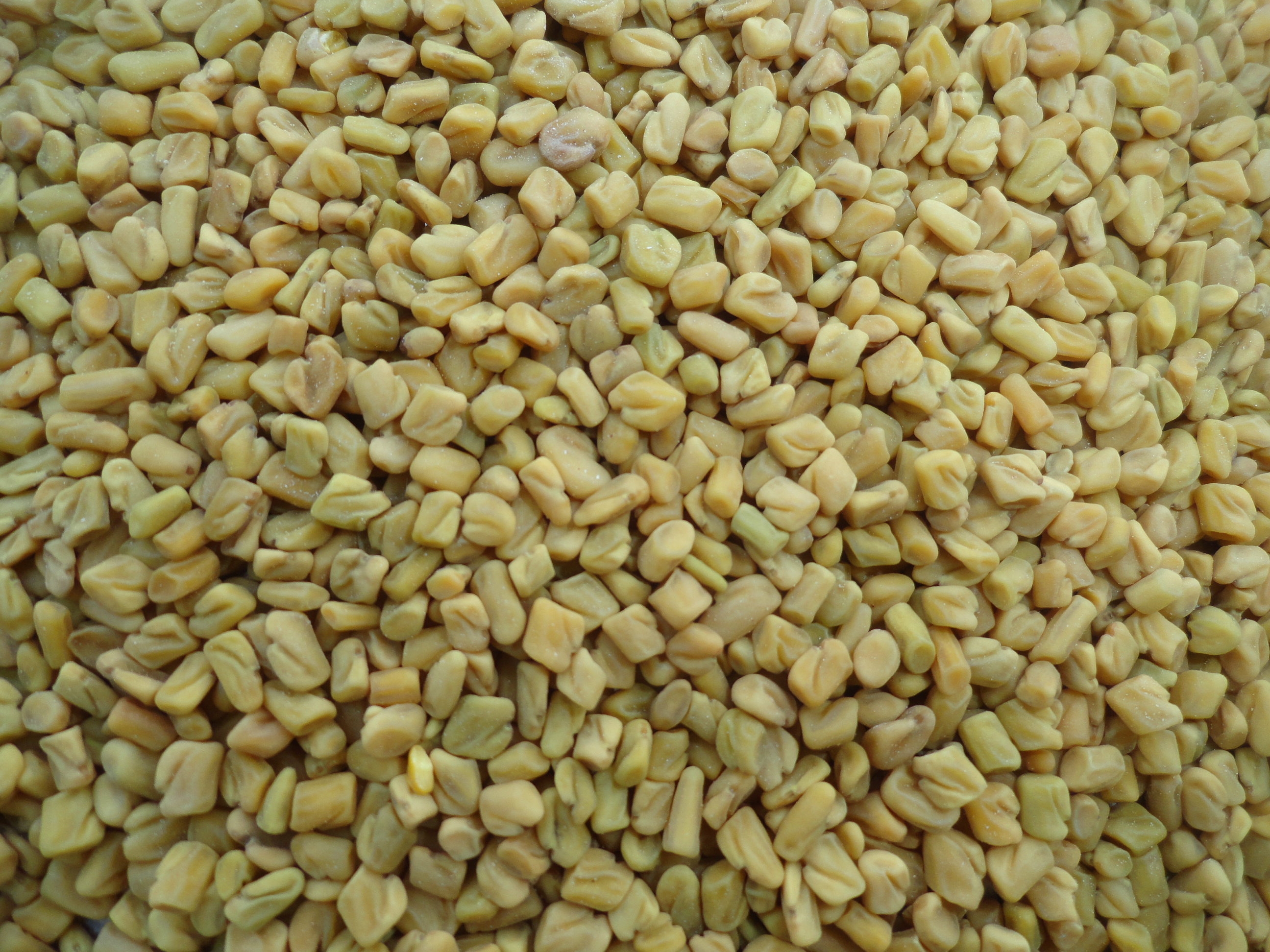
Nasiona kozieradki

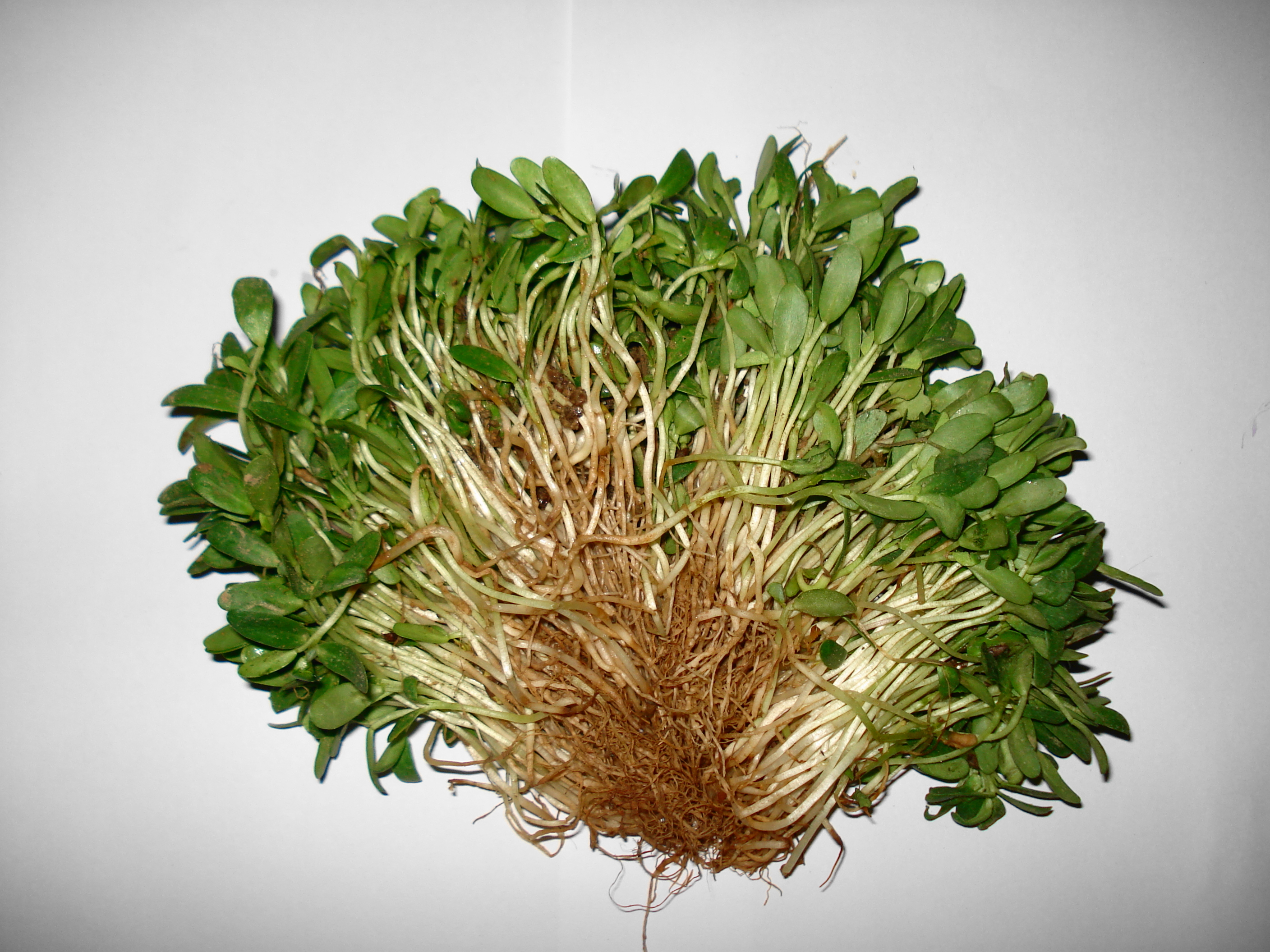
Kiełki kozieradki

Kozieradka pospolita, kozieradka lekarska (Trigonella foenum-graecum L.) – gatunek rośliny zielnej z rodziny bobowatych. Inne nazwy zwyczajowe: fenegryka, greckie siano, kozioroźnik, boża trawka. Łacińska nazwa foenum-graecum oznacza "greckie siano". Rodzimym obszarem jej występowania jest Azja (Kaukaz, Turkmenistan, Uzbekistan) i Europa Wschodnia (Ukraina, Mołdawia, Litwa, Estonia), rozprzestrzenia się też w niektórych innych regionach jako gatunek zawleczony i jest uprawiana niemal na całym świecie. W Polsce roślina zawlekana i przejściowo dziczejąca z upraw (efemerofit). 

## Morfologia

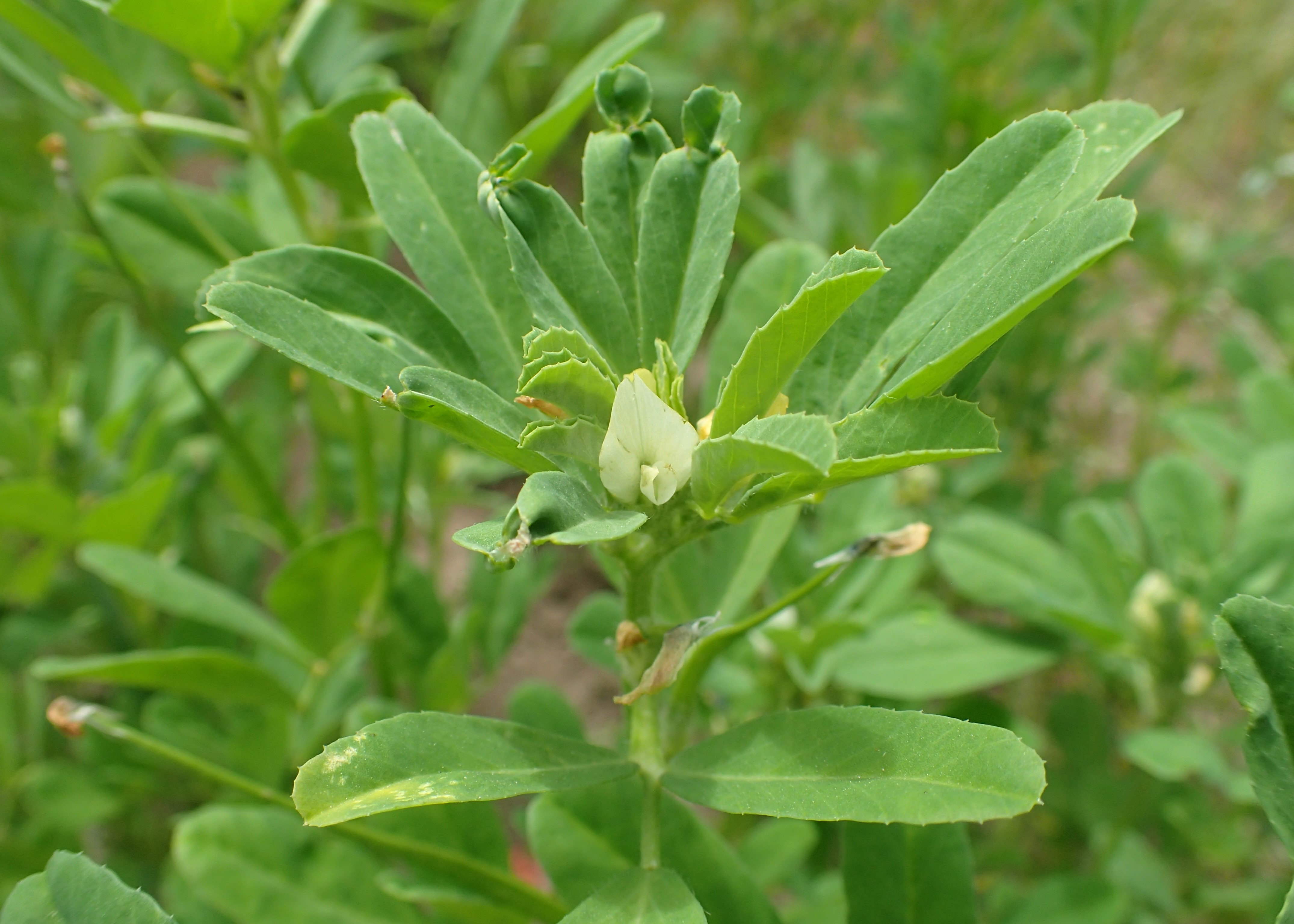
Kwitnący pęd

PokrójJednoroczna roślina o mocnym, palowym korzeniu. Łodyga wyprostowana, słabo rozgałęziona, w górnej części delikatnie owłosiona.
LiścieTrójlistkowe, listki odwrotnie jajowate, z wierzchu zielone, spodem sinozielonkawe.
KwiatySiedzące lub na bardzo krótkich szypułkach, osadzone po jeden lub dwa w kątach liści. Kielich rurkowaty, pięciowrębny. Korona motylkowata, żółtawa, pręcików 10 (jeden wolny i dziewięć zrośniętych), słupek jeden.
OwocWygięty strąk, zakończony 2–3 cm dzióbkiem o barwie beżowobrunatnej, zawierającym ok. 15 romboidalnych lub pryzmatycznych nasion koloru beżowego, podzielonych bruzdą na dwie nierówne części (podobnych do nasion gryki).

## Biologia i ekologia
Roślina jednoroczna. Jest wybitnie wapieniolubna. Kwitnie w czerwcu i lipcu, zapylana jest przez owady. Jest rośliną miododajną. Ma nieprzyjemny, mdły zapach. Liczba chromosomów 2n = 16.

## Zastosowanie

### Roślina lecznicza
Surowiec zielarskiNasiona kozieradki (Semen Foenugraeci lub Semen Trigonellae) są pozyskiwane ze względu na dużą zawartość śluzu polisacharydowego (jego zawartość przekracza nawet 40%). Poza tym nasiona zawierają tłuszcze, saponiny steroidowe, w tym pochodne diosgeniny i estry saponin z białkami (np. fenugrekina). Ponadto w surowcu obecne są białka roślinne, śladowe ilości olejków eterycznych, flawonoidy, cholina, lecytyna, witaminy PP, F, D i alkaloid trygonelina.
DziałanieSurowiec działa osłaniająco i przeciwzapalnie na błonę śluzową przewodu pokarmowego oraz (zastosowany zewnętrznie) na skórę, w związku z tym jest stosowany w chorobie wrzodowej i w stanach zapalnych skóry (czyraki, egzemy, ropnie). Nasiona kozieradki mogą również obniżać poziom cholesterolu i cukru we krwi. Kozieradce przypisuje się także właściwości przeciwzapalne, żółciopędne, rozkurczowe, poprawiające samopoczucie, żółciotwórcze, pobudzające wydzielanie soku trzustkowego, żołądkowego i jelitowego, wzmacniające, usprawniające wchłanianie pokarmów, regulujące wypróżnienia, pobudzające regenerację wszystkich tkanek, aktywujące hematopoezę (kozieradka to naturalny aktywator procesów wytwarzania krwinek), mlekopędne, moczopędne, przeciwalergiczne, anaboliczne.
DawkowanieDoustnie stosuje się 6 g na dobę, zewnętrznie jako ciepłe okłady przygotowane przez zalanie 50 g surowca 250 ml wody i odczekanie ok. 30 min.
HomeopatiaW homeopatii kozieradka stosowana jest jako lek przy zapaleniu jelit i żołądka, niedomaganiach śledziony oraz jako immunostymulator, mający podnosić odporność organizmu.
Dawne zastosowaniaDawniej stosowano kozieradkę w leczeniu blednicy, gruźlicy, krzywicy, niedokrwistości, kaszlu i przy wychudzeniu. Stosowana była także podczas rekonwalescencji.

### Roślina jadalna
- Młode liście są jadane jako warzywo, a suszone używane są do wzbogacania smaku gotowych dań (suszone liście mają gorzki smak i charakterystyczny silny zapach)[9].
- Nasiona są używane jako przyprawa zwana kozieradką (m.in. do przygotowania zalew do marynat, proszku curry, makaronów, pieczywa i potraw mięsnych)[9].
- Wyhodowane z nasion kiełki są dodatkiem do kanapek i sałatek. Mają ostry smak[9].
- Z wysuszonych liści można sporządzać herbatkę ziołową[9].
- Spotyka się ją głównie w kuchni hinduskiej oraz tajskiej. W Jemenie kozieradka jest jednym z głównych składników narodowej potrawy zwanej Saltah; pojawia się ona także często w takich daniach hinduskich i pakistańskich jak dahls czy w mieszance przyprawowej panch phoron. W kuchni bułgarskiej wraz z czubricą jest podstawowym składnikiem mieszanki ziołowej zwanej "szarena soł" (шарена сол, "sól barwiona"), używanej do twarogów i zapiekanek[potrzebny przypis].
- Efektem ubocznym spożywania nawet małych ilości tej rośliny jest zapach curry lub syropu klonowego w moczu i pocie osoby spożywającej kozieradkę.

### Inne zastosowania
- Dawniej była używana jako pasza dla bydła, jednak ze względu na swoisty zapach, który przenika do mleka, nie jest już stosowana.
- Roślina ta jest czasami używana do produkcji sztucznych syropów klonowych (artificial maple sirups) jako dodatek smakowy.
- Wytwarzane są z niej maseczki kosmetyczne do pielęgnacji cery zniszczonej, przewrażliwionej i suchej, a także cery z trądzikiem[9]. Z nasion sporządzano dawniej żółty barwnik, a ich śluz wykorzystywano do usztywniania tkanin[9].

## Historia uprawy
Znana była już w starożytności. Jej nasiona pochodzące sprzed 3 tysięcy lat p.n.e. znaleziono w Maadi w Egipcie, w grobowcu Tutenchamona (1342-1339 r. p.n.e.) oraz w Lakisz w Palestynie. Niektórzy znawcy roślin biblijnych uważają, że Żydzi po ucieczce z Egiptu podczas swojej 40-letniej tułaczki na pustyni tęsknili nie za czosnkiem, jak to jest w tłumaczeniach Księgi Liczb (11,5),  lecz za kozieradką. Słynny papirus Ebersa podaje przepis na wykorzystanie oleju z jej nasion do pielęgnacji ciała. Szymon Syreński (Syreniusz) w XVI wieku, autor pierwszego w Polsce opracowania botanicznego, podaje jej nazwę jako fenegryk lub boża trawka.

## Uprawa
Wymaga słonecznego i osłoniętego od wiatrów stanowiska oraz żyznej gleby o dużej zawartości wapnia. Uprawia się ją z nasion wysiewanych w połowie kwietnia bezpośrednio do gruntu na głębokość 1-1,5 cm, w rządkach o rozstawie 30 cm. Nasiona kiełkują zazwyczaj po dwóch tygodniach. Oprócz pielenia i spulchniania gleby nie wymaga innych zabiegów uprawowych.